# Ramatanka
Ramatanka är ett periodiskt vattendrag i Botswana.   Det ligger i distriktet Central, i den östra delen av landet, 250 km norr om huvudstaden Gaborone.
Omgivningarna runt Ramatanka är huvudsakligen savann. Runt Ramatanka är det mycket glesbefolkat, med 3 invånare per kvadratkilometer.